# Corné
Corné és un municipi francès situat al departament de Maine i Loira i a la regió de País del Loira. L'any 2007 tenia 2.887 habitants.

## Demografia

### Població
El 2007 la població de fet de Corné era de 2.887 persones. Hi havia 1.054 famílies de les quals 188 eren unipersonals (74 homes vivint sols i 114 dones vivint soles), 356 parelles sense fills, 476 parelles amb fills i 34 famílies monoparentals amb fills.
La població ha evolucionat segons el següent gràfic:
Habitants censats

### Habitatges
El 2007 hi havia 1.106 habitatges, 1.062 eren l'habitatge principal de la família, 20 eren segones residències i 24 estaven desocupats. 1.035 eren cases i 67 eren apartaments. Dels 1.062 habitatges principals, 852 estaven ocupats pels seus propietaris, 200 estaven llogats i ocupats pels llogaters i 10 estaven cedits a títol gratuït; 7 tenien una cambra, 48 en tenien dues, 154 en tenien tres, 236 en tenien quatre i 618 en tenien cinc o més. 839 habitatges disposaven pel capbaix d'una plaça de pàrquing. A 394 habitatges hi havia un automòbil i a 603 n'hi havia dos o més.

### Piràmide de població
La piràmide de població per edats i sexe el 2009 era:
| Homes | Edats   | Dones |
| ----- | ------- | ----- |
| 0     | 95 o +  | 0     |
| 4     | 90 a 94 | 4     |
| 4     | 85 a 89 | 16    |
| 8     | 80 a 84 | 8     |
| 28    | 75 a 79 | 44    |
| 32    | 70 a 74 | 32    |
| 48    | 65 a 69 | 48    |
| 64    | 60 a 64 | 52    |
| 76    | 55 a 59 | 64    |
| 100   | 50 a 54 | 96    |
| 112   | 45 a 49 | 104   |
| 100   | 40 a 44 | 120   |
| 92    | 35 a 39 | 120   |
| 84    | 30 a 34 | 68    |
| 68    | 25 a 29 | 72    |
| 84    | 20 a 24 | 76    |
| 96    | 15 a 19 | 124   |
| 72    | 10 a 14 | 108   |
| 72    | 5 a 9   | 148   |
| 80    | 0 a 4   | 80    |

## Economia
El 2007 la població en edat de treballar era de 1.877 persones, 1.412 eren actives i 465 eren inactives. De les 1.412 persones actives 1.316 estaven ocupades (688 homes i 628 dones) i 96 estaven aturades (40 homes i 56 dones). De les 465 persones inactives 158 estaven jubilades, 192 estaven estudiant i 115 estaven classificades com a «altres inactius».

### Ingressos
El 2009 a Corné hi havia 1.085 unitats fiscals que integraven 3.000 persones, la mediana anual d'ingressos fiscals per persona era de 19.473,5 €.

### Activitats econòmiques
Dels 97 establiments que hi havia el 2007, 3 eren d'empreses alimentàries, 1 d'una empresa de fabricació de material elèctric, 7 d'empreses de fabricació d'altres productes industrials, 21 d'empreses de construcció, 21 d'empreses de comerç i reparació d'automòbils, 3 d'empreses de transport, 6 d'empreses d'hostatgeria i restauració, 4 d'empreses financeres, 6 d'empreses immobiliàries, 9 d'empreses de serveis, 9 d'entitats de l'administració pública i 7 d'empreses classificades com a «altres activitats de serveis».
Dels 31 establiments de servei als particulars que hi havia el 2009, 1 era una oficina de correu, 1 una oficina bancària, 2 tallers de reparació d'automòbils i de material agrícola, 1 paleta, 4 guixaires pintors, 4 fusteries, 6 lampisteries, 2 electricistes, 3 perruqueries, 3 restaurants, 2 agències immobiliàries, 1 tintoreria i 1 saló de bellesa.
Dels 6 establiments comercials que hi havia el 2009, 1 era un supermercat, 2 fleques, 1 una carnisseria, 1 una botiga d'equipament de la llar i 1 una botiga d'electrodomèstics.
L'any 2000 a Corné hi havia 28 explotacions agrícoles que ocupaven un total de 736 hectàrees.

## Equipaments sanitaris i escolars
L'únic equipament sanitari que hi havia el 2009 era una farmàcia.
El 2009 hi havia 1 escola maternal i 1 escola elemental.

## Poblacions més properes
El següent diagrama mostra les poblacions més properes.